# Egas Muniz Barreto de Aragão e Menezes

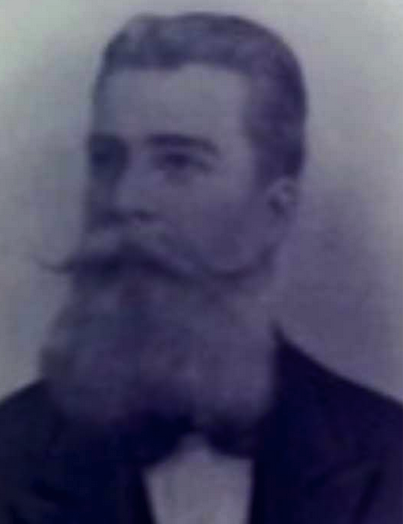
Egas Muniz Barreto de Aragão e Menezes, o Barão de Muniz e Aragão.

Egas Muniz Barreto de Aragão e Menezes (São Francisco do Conde, Bahia, 1 de outubro de 1841— Rio de Janeiro, 8 de outubro de 1898), foi um nobre brasileiro, Barão de Muniz de Aragão e bacharel em Direito.

## Genealogia
Seu nome foi herdado de seu pai, chamado Egas Moniz Barreto de Aragão e Menezes, a exemplo de uma tradição deste nome, como Egas Moniz Barreto, fidalgo escudeiro da Casa Real, falecido em 1643 em Camamu e do próprio Egas Muniz, o Aio.
Sua mãe chamava-se Marie Jeanne Louise Gabe de Massarellos. Era neto de Salvador Moniz Barreto de Aragão e Therese Clara Vianna. Era irmão do Primeiro Barão de Mataripe, Antonio Moniz Barreto de Aragão.
Egas casou-se com Maria Francisca Calmon Nogueira Vale da Gama. Integrava a elite aristocrática baiana.
Com Maria Francisca teve Nicolau Moniz Barreto de Aragão, Maria Romana Moniz de Aragão, Antônio Moniz Barreto de Aragão, Augusto Moniz Barreto de Aragão, Augusto Moniz Barreto de Aragão, Egas Moniz Barreto de Aragão, Francisco Moniz Barreto de Aragão, João Moniz Barreto de Aragão, Maria Angélica Moniz de Aragão e Maria Epifânia Moniz de Aragão.

## Biografia
Bacharel em direito, administrou por muito tempo um dos maiores engenhos baianos, o Engenho Vitória.
Dedicou-se à diplomacia e serviu em diversas Legações. Teve negócios imobiliários.
Foi condenado ao desterro. Em abril de 1892, foram embarcados no paquete Pernambuco 11 militares e trezes civis, dentre eles, o Conde da Leopoldina e o Barão Moniz de Aragão. Partindo da Bahia da Guanabara, chegaram os desterrados da nova república a São Joaquim, no Rio Branco, Amazonas, neste evento cujas motivações ainda são consideradas obscuras na história do Brasil.
No dia 23 de abril de 1892, o STF negou o Habeas Corpus impetrado pelo conselheiro Rui Barbosa em favor de diversas peersonalidades, como políticos e militares, dentre elas, o dr. Egas Muniz Barreto de Aragão e Menezes.
Parte de suas cartas pessoais e documentos familiares encontram-se depositadas na Coleção BA - Família Barreto de Aragão, do Museu Histórico Nacional.

## Títulos e homenagens
- Moço Fidalgo com exercício na Casa Imperial;[9]
- Fidalgo Cavalleiro da Casa Imperial;
- Commendador da Imperial Ordem da Rosa;
- Cavalleiro da Real Ordem de N. S. da Conceição de Villa Viçosa, de Portugal;